# قائمة حلقات سبونج بوب

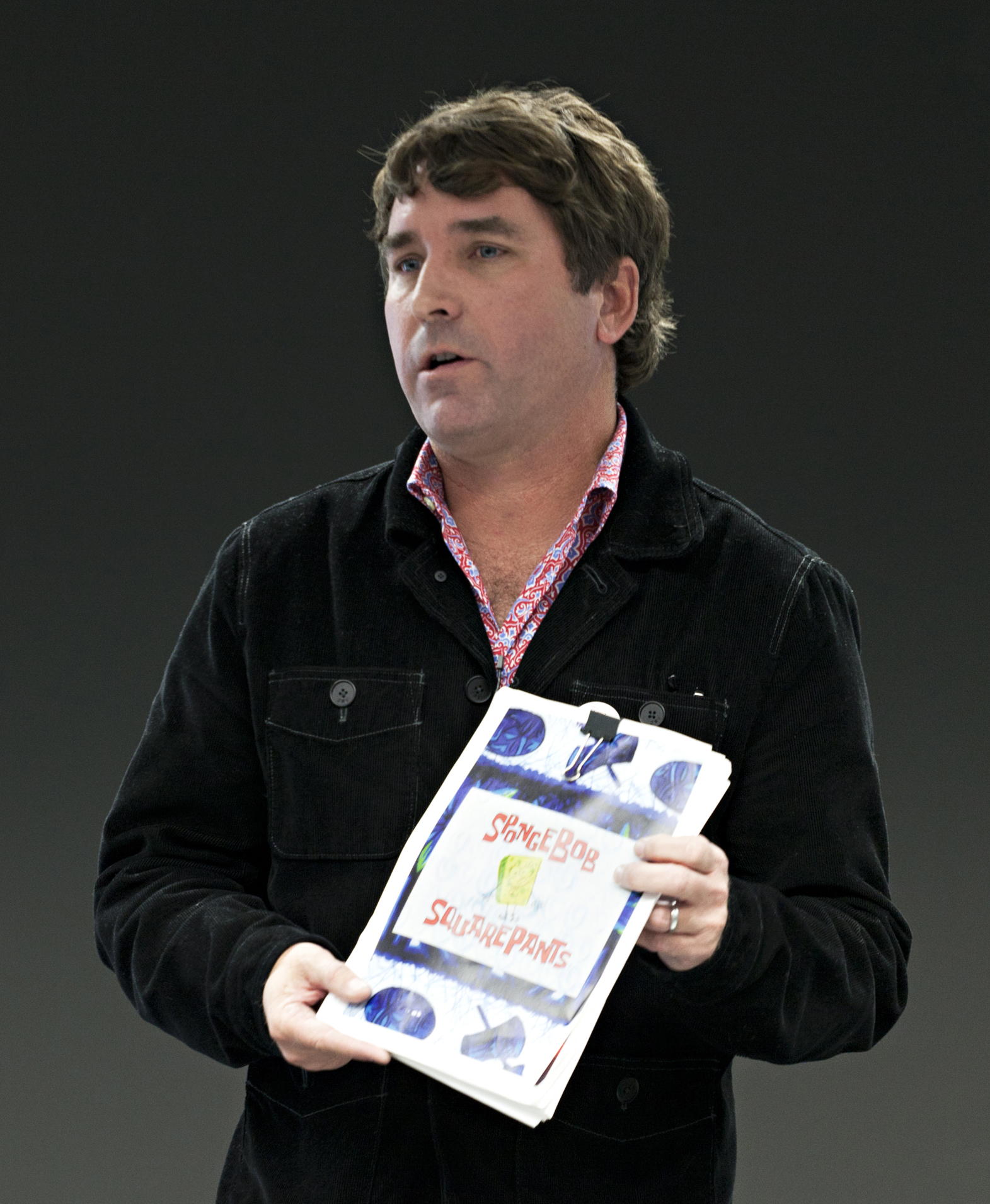
ستيفن هيلنبرغ، يظهر هنا في عام 2011، أنشأ سبونج بوب سكوير بانتس، الذي عرض لأول مرة في 1 مايو 1999.

سبونج بوب سكوير بانتس هو مسلسل رسوم متحركة تلفزيوني أمريكي صممه عالم الأحياء البحرية ورسام الرسوم المتحركة، ستيفن هيلنبرغ لمحطة نيكلوديون. تقع أحداث المسلسل في مدينة قاع الهامور تحت الماء، ويركز على مغامرات ومساعي سبونج بوب سكوير بانتس، وهو إسفنجة بحرية فائق التفاؤل تزعج الشخصيات الأخرى ولديه صديق غبي لدى سبونجبوب يدعى بسيط نجم و جاره مزعج يدعى شفيق حبار ويسكن بنفس مكان في فاكهة أناناس بجانب منزلي شفيقو بسيط. نشأت العديد من الأفكار للعرض في كتاب فكاهي تعليمي غير منشور بعنوان «منطقة المد» (Intertidal Zone) التي أنشأه هيلنبرغ في منتصف الثمانينيات. بدأ تطوير سبونج بوب سكوير بانتس في مسلسل تلفزيوني في عام 1996 بعد إلغاء مسلسل حياة روكو الحديثة، وهو مسلسل تلفزيوني آخر من إنتاج نيكلوديون والذي قام هيلنبرغ بإخراجه مسبقًا.
منذ بدايتها في 1 مايو 1999، بُث من سبونج بوب سكوير بانتس حتي الآن 244 حلقة، وعرض الموسم الثاني عشر في 11 نوفمبر 2018. تم إصدار فيلم سبونج بوب سكوير بانتس، وهو فيلم كامل الطول، في دور العرض في 19 نوفمبر 2004، وحقق أكثر من 140 مليون دولار في جميع أنحاء العالم.

## لمحة عامة
| الموسم                                   | Segments                                 | الحلقات                                  | الحلقات                                  | الأصلي         | الأصلي         |
| الموسم                                   | Segments                                 | الحلقات                                  | الحلقات                                  | الأول          | الأخير         |
| ---------------------------------------- | ---------------------------------------- | ---------------------------------------- | ---------------------------------------- | -------------- | -------------- |
| 1                                        | 41                                       | 20                                       | 20                                       | 1 مايو 1999    | 8 أبريل 2000   |
| 2                                        | 39                                       | 20                                       | 20                                       | 26 أكتوبر 2000 | 26 يوليو 2003  |
| 3                                        | 37                                       | 20                                       | 20                                       | 5 أكتوبر 2001  | 11 أكتوبر 2004 |
| The SpongeBob SquarePants Movie          | The SpongeBob SquarePants Movie          | The SpongeBob SquarePants Movie          | The SpongeBob SquarePants Movie          | 19 نوفمبر 2004 | 19 نوفمبر 2004 |
| 4                                        | 38                                       | 20                                       | 20                                       | 6 مايو 2005    | 24 يوليو 2007  |
| 5                                        | 41                                       | 20                                       | 20                                       | 19 فبراير 2007 | 19 يوليو 2009  |
| 6                                        | 47                                       | 26                                       | 26                                       | 3 مارس 2008    | 5 يوليو 2010   |
| 7                                        | 50                                       | 26                                       | 26                                       | 19 يوليو 2009  | 11 يونيو 2011  |
| 8                                        | 47                                       | 26                                       | 26                                       | 26 مارس 2011   | 6 ديسمبر 2012  |
| 9                                        | 49                                       | 26                                       | 26                                       | 21 يوليو 2012  | 20 فبراير 2017 |
| The SpongeBob Movie: Sponge Out of Water | The SpongeBob Movie: Sponge Out of Water | The SpongeBob Movie: Sponge Out of Water | The SpongeBob Movie: Sponge Out of Water | 6 فبراير 2015  | 6 فبراير 2015  |
| 10                                       | 22                                       | 11                                       | 11                                       | 15 أكتوبر 2016 | 2 ديسمبر 2017  |
| 11                                       | TBA                                      | 26                                       | 26                                       | 24 يونيو 2017  | سيُعلن          |

الموسم 12 تاريخ العرض 2020 يعرض إلى الآن

## الحلقات

### الموسم الأول
بدأ عرض الموسم في 1999 واستمر حتى 2000 وعرض على نكلوديون وبقية القنوات العالمية التابعة لها
- مطلوب موظفين
- النظافة
- فقاعة الهواء
- صنع الفقاعات
- السروال الممزق
- صيد القناديل
- شمشون
- شقاوي الجيران
- مدرسة تعليم القيادة
- خدمة التوصيل
- المنزل الاناناس
- عريس البحر والحلزون الصغير
- الخيار
- مراقب الدور
- مهرجان القناديل
- صاروخ ساندي
- صرير الحذاء
- طبيعي بانتس
- يوم الضد
- صدمة ثقافية
- المرح
- عضلات بوب اصفر بانتس
- شفيق الشبح العنيف
- المرافق
- موظف الشهر
- جبان بانتس
- رعاية سريع
- آلة الزمن
- ممنوع الكراتيه
- الأحلام
- الرغوة
- عيد الحب
- الورقة
- القراصنة
- قاع المحيط
- تكساس
- خطة شمشون
- كذبة أبريل
- الملعقة الذهبية
- الخطاف
- عريس البحر والحلزون الصغير الجزء الثاني

### الموسم الثاني
- ذو الحذاء
- عطلة شفيق
- الرائحة الكريهة
- المدير الجديد
- الخاسر الوردي
- الصاحب الفقاعة
- الفطيرة القاتلة
- سلطع المزيف
- الوحش
- البرغر الجميل
- قبلات الجدة
- بلدة شفيق
- البيات الشتوي
- حياة الإجرام
- إحتفال الميلاد
- بقاء الحمقى
- رحيل سريع
- الرخصة
- المعجب الكبير
- عريس البحر و الحلزون الصغير الجزء الثالث
- نكات السناجب
- الكائنات الأرضية
- حبة السوداني
- طاقم الأشباح
- سربع يستحم
- أهلا بك في دلو الصداقة
- القلم العجيب
- صندوق السر
- الحفل الموسيقي
- نوبة الليل
- حب سلطع
- المماطلة
- الأحمق
- الشتائم
- الفنان المجهول
- صائد القناديل
- ألعاب الطباخين
- الإضراب
- الدودة

### الموسم الثالث
- تبادل الأدوار
- حراسة الشاطئ
- نادي الصدفة العجيبة
- فرس البحر الجميل
- قضمة واحدة
- مسطح
- البرغر الشرير
- صندوق الخيال
- عريس البحر و الحلزون الصغير الجزء الرابع
- السجن
- معركة الثلج
- القبعة النادرة
- الإعلان
- الضيف الثقيل
- نادي الضعفاء
- عودة بصلة
- سلطع الألي
- رعاية الصغار
- الطلاء المبتل
- فيديو التدريب
- مفسد الحفلات
- جنون الشيكولاطة
- عريس البحر و الحلزون الصغير الجزء الخامس
- الطالب الجديد
- المحار
- العصر الحجري
- سباق الحلزون
- منتصف العمر
- سلطع الكريم
- الحادث
- سلطع لاند
- حلقة التخييم
- الهوية المفقودة
- جيش شمشون
- سبونج الذي يطير الحلقة الضائعة
- المجرم المجنون
- خدعة التخفي

### الموسم الرابع
- خائف من البرجر
- قوقعة سلطع
- قضية فراش
- القاضي بين كراب وشمشون
- البحث عن سريع
- آلة الرافعة
- نزل الجيران
- التقاعد
- صندوق الضحك
- الكثبان والتنينات
- عضو جديد في العائلة
- عريس البحر والحلزون الصغير الجزء السادس : الفيلم
- ذكي باتريك
- سكويدبوب مخالبانتيس
- مطعم الفندق
- يتم طرد السيدة باف
- الشمبانزي
- الشبح لا يستطيع أن يخيف
- حوت عيد الميلاد
- جزيرة الكاراتيه
- الملعقة الجديدة
- بئر الأمنيات
- صفحة جديدة
- مرض الحلزون
- أجازة
- شعر مستعار
- حلق سكويدوارد الداخلي
- باتريك متنكرا سيدة
- مخلوق
- الخزعبلات
- القيادة إلى الدموع
- ملك غبي
- رحلة برية
- أفضل الأعداء
- سارق شبكة قنديل البحر
- سكويدي الصغير
- أسعد يوم في حياتي
- العلكة العملاقة

### الموسم الخامس
- عدو أم صديق
- الطباخ الأصلي
- المصباح الخافت
- الاستيقاظ
- الانتظار
- العدوى الفطرية
- اجتماع الجاسوس
- وثائقي القارب
- ما اسمه
- الذين يعيشون في مطعم السلطعون
- مطعم الجليد
- ركوب الأفعوانية مخيفة
- تحديث الدلو
- حب البرجر
- شفيق اللطيف
- التحدث بالمال
- ماكينة الهمبرجر
- جائزة الرقص
- مقرمشات سبونج
- أغنية بسيط
- فقاعة الهواء البراغيث
- دونات الكارثة
- تنظيف اللوحة الخاصة بك
- غاز الطفولة
- برنامج التبادل
- أتلانتس سكوير بانتس
- صورة اليوم
- باتريك ليس لديه نقود
- بلاك جاك
- عين سوداء
- خطط عريس البحر وعصيدة شمشون
- معسكر السجن
- احفظ السنجاب
- سبونج باك
- 20.000 همبرغر تحت الهاوية
- نظيفة وقذرة
- ماذا حدث لسبونج بوب؟
- وجها شفيق
- التماثيل صافرة
- ممنوع في قاع الهامور
- ستانلي سكوير بانتس

### الموسم السادس
- البيت الراقي
- أغنية الوصفة
- القرش اللامع
- متحف القوارب
- العرض الدموي
- سمفونية شفيق
- الحياة الطبيعية
- الإختفاء
- الشاظية
- الصفيرات
- حياة عضلات
- السمرة
- شفيق الضخم
- أنف بسيط
- المكون السري
- عميل شمشون
- زملاء الدراسة
- الأخبار الزائفة
- حفل المبيت
- مسابقة الجمال
- سبونج بوب والموجة الكبيرة
- كرة المحار
- فريق الرجال
- فريق السحق
- البطاقة الفريدة
- المقاتلون
- التهرب من المدرسة
- جد مستر سلطع
- نادي متعددي الأرجل
- زيارة شفيق
- سبونج بوب راوند بانتس
- دفع القرص
- المعلم شفيق
- الديدان
- عطل آلي
- مسؤول بانتس
- الوفاء بالوعد
- قبعة لبسيط
- متجر اللعب
- قلاع من الرمال
- الصدفة الجديدة
- الدعاية المربحة
- عيد الزواج
- الحقيقة أو الحصار
- حمّى الأناناس
- كهوف الصداقة
- حفلة نبتون

### الموسم السابع
- برنامج شفيق
- أحب الرقص
- مشكلة نمو
- عالق في العصارة
- في المطبخ مع ساندي
- المهمة الداخلية
- الشحم اللذيذ
- الإسفنجة الممثل
- المحافظة على جمال قاع الهامور
- رفيق لسريع
- المشاركة
- جائزة البخلاء
- حياة الأشباح
- البحث عن
- الطريق السريع
- العودة الى الماضي
- نادي الأشرار
- ممنوع البكاء
- وظيفة صيفية
- الخوف من الحيتان
- فلم عريس
- مسرحية شفيق
- إنقاذ ساندي
- وصفة الجدة
- جدب العملات
- وحش البرنقيل
- مثلث قاع الهامور
- غضب الساحره
- المصفاة الرئيسية
- سكان الجبال
- الآمتنان
- حارس المفتاح
- شعور عميق
- نجم الكاراتيه
- كبسولة الزمن
- أحلام شفيق
- الجانب الخشن
- موسيقى أعماقي
- الغميضة
- تنظيف الصَدفة
- التحفة الفنية
- القواقع الوحل
- سؤال اسفنجي
- نفق الذعر الحب
- سلطع سجق
- حطام المونا لاوا
- سمكة أخرى
- حب شفيق
- الأخت سام
- النقل الفضائي المثالي

### الموسم الثامن
- أصابة عمل
- البرجر الرخو
- خدمة السيارات
- الشخصية المهمة
- مباراة ودية
- الإسفنج العاطفي
- المواجهة الثلجية
- مدرسة الكبار
- التقرير الشفهي
- موسيقى شفيق
- فنان العيون
- رحلة عائلة سكوير بانتس
- عطلة في المنزل
- شهر عسل ثاني
- رحلة إلى القمر
- عطلة مستر سلطع
- قارب الأشباح
- بداية عريس البحر
- عين شمشون الأخرى
- بثرة على الوجه
- بسيط وسريع
- رعاية منزل ساندي
- كيلبي جي
- فقاعات حارة
- صغار الحزام
- سلطع برغر العملاق
- عودة الصاحب الفقاعة
- أمر إبعاد
- التحفة الفنية
- أسعد ذكرى
- كوكب قناديل البحر
- عينات مجانية
- قنديل المنزل
- كارين النسخة الثانية
- عدم النوم
- تجمد الوجه
- عالم القفاز
- المرض العجيب
- سباق التدمير
- حلوى للحلزون
- المسابقة
- سبونج بوب عيد الميلاد
- فريق الأشرار
- الطباخ الجديد
- اسم جيد لسلطع برغر
- حركه او اخسر
- مرحباً قاع الهامور

### الموسم التاسع

#### الجزء الاول
- رياضات خطرة
- الأرقام القياسية العالمية لساندي
- بسيط البطل
- لعبة سريع مطاطية
- رخصة اللبن
- شفيق الطفل
- يوميات سبونج بوب
- القيادة بقوة
- ييكيس، قنفذ!
- الدفاع عن النفس لشفيق
- الهروب من السجن!
- الملعقة الشريرة
- لقد جاء من بحيرة الغراء
- كرابس الودائع الآمنة
- حيوان العوالق الأليف
- لا تنظر الآن
- جلسة الجاودار
- كيني القطة
- سلطعون اليتي
- سبونج بوب، أنت مطرود

#### الجزء الثاني
- فقدت حولها
- سلطعون القوارب
- شفيق في سهولة
- السندويشات للأعمال التجارية
- نزهة الشركة
- ادفع في البرميل
- القواقع هي القواقع
- ماذا يأكل بسيط؟
- بسيط- طريقة اللعب
- عالقة في المجاري
- سبونج بوب لونج بانتس
- صالة الألعاب الرياضية لاري
- نمط الحوض
- متزوج من المال
- لؤلؤة فتاة العاملة
- ممتاز مكسورة
- أسماك القرش والحبار
- نسخ سبونج بوب
- بيع البيت
- كعكات الحظ
- وداعا سلطع برجر؟
- كابوس ساندي الجوزي
- مجلس الرسائل
- فقدت بعيدا عن اتفاقية الغذاء
- البريد إلى صديق القلم
- قضية الأناناس
- السالسا معتوه
- تمرد السلطعون
- السن اللبني الذي لا يريد المغادرة

### الموسم العاشر
- دماغ عصا الطائرة بدون طيار
- الأبطال الخارقين
- منزل جديد
- الكود الأصفر
- تقليد
- اسفنجة دودية
  - دودة صغيرة في: أغلق الباب!
- نوم سكويدوارد
- تقديم الطعام
- مطعم سبونج بوب
- العوالق تحتاج الحب
- خلود
- مركبة الفقاعة
- معاش العوالق
- حادثة الرمح الثلاثي
- انكماش
- رياضة؟
- مجرم يعطي دروس في قيادة القوارب
- الدبدوب الضائع على شكل سمكة
- ملك الآيس كريم
- فن الملف الشخصي
- القمر الأخضر المتوحش
- باتريك يمشي أثناء النوم

### الموسم الحادي عشر
- اسفنجة ما قبل التاريخ
- التجول حول المحار
- الأطفال والأميبا
- التحقق من صحة الجسم
- العوالق الجنية
- الهيبيز في حسائي!!!
- يوم عطلة مان راي الشرير
- مطعم لاري
- جولة غريبة
- مطعم السطح
- برجر الكارثة
- الأصدقاء الأعداء يتعلمون كيفية قيادة القوارب
- القمامة الحرفية
- الأرانب
- كل شيء باللون الرمادي
- البحث عن الكنز
- احتضن ت عناق
- باتريك الحصان
- طوق المترجم لغاري
- المهرج الوحيد
- سيارة كوبيه
- نجم البحر القديم المجعد
- سبونج بوب الصغير وباتريك الصغير
- العوالق الجدة
- الرسومات تأتي إلى الحياة
- قبو والدة بوبلباس
- سطح المحيط
- إرجاع الصيغة
- لا تؤذي ساقه مرة أخرى
- حبر الحبار
- أبحث عن بعض الخردل
- مكونات البقالة
- جليسة المراهقين بدلا من جليسة الأطفال
- ميلك شيك فاسد
- باتنوكيو
- الطباخ بوب
- لم يأتي العوالق
- المكتبة
- شرطة
- السفينة في زجاجة
- عيد الميلاد القمري
- ساعة تلفزيون
- فيروس جائع
- شواء متطرف
- نوبة ليلية
- الفقاعات لها موطنها الخاص
- ليلة البنات
- ساندي، متحرش بقنديل البحر
- ليس خيطًا عاديًا

## وصلات خارجية
- سبونج بوب سكوير بانتس على مشروع الدليل المفتوح